# Sergei Aschwanden
Sergei Aschwanden, né le 22 décembre 1975 à Berne, est un judoka et une personnalité politique suisse, membre du Parti libéral-radical.
Remarqué très tôt, il a notamment été deux fois champion d'Europe et vice-champion du monde. Détenteur de huit titres de champion suisse de 1993 à 2003, il évolue dans la catégorie des moins de 90 kg (poids moyens) depuis 2007. Il est l'actuel président de la Fédération suisse de judo et ju-jitsu. 

## Biographie
Sergei Aschwanden naît le 22 décembre 1975 à Berne. Il est originaire de Seelisberg, dans le canton d'Uri. Son père est kenyan ; sa mère, uranaise.
Il passe son enfance à Bussigny, dans le canton de Vaud.
Il est titulaire d'un master sur le développement du sport et des loisirs.
Après sa carrière sportive, il devient directeur du centre sportif à Villars-sur-Ollon en octobre 2013. En 2016, il annonce qu'il quittera la station et dirigera le service des sports de la ville d'Yverdon-les-Bains. Il renonce ensuite à ce nouveau poste et reste à Villars-sur-Ollon où il occupe le nouveau poste de directeur de station. Il devient ensuite directeur général de l'association touristique de la Porte des Alpes (qui englobe Villars-sur-Ollon, les Diablerets, Bex et Gryon) en septembre 2017.
Il s'engage également en politique, dans le Parti libéral-radical. En 2017, il est élu au Grand Conseil du canton de Vaud. Il est candidat au Conseil national en 2015 et 2023, mais n'est pas élu.
Le 10 juin 2020, il est élu président de la Fédération suisse de judo et ju-jitsu (de). En novembre 2020, il est élu membre du conseil exécutif de Swiss Olympic.
Il est marié depuis 2011 et père de quatre enfants. Il vit à Jouxtens-Mézery, dans le canton de Vaud.

## Palmarès

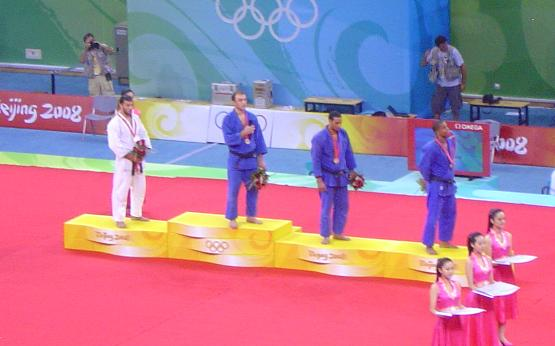
Sergei à l'extrême droite sur le podium des JO de Pékin

### Jeux olympiques
- Jeux olympiques de 2008 à Pékin (Chine) :
  -  Médaille de bronze en moins de 90 kg (poids moyens).

### Championnats du monde
- Championnats du monde 2001 à Munich (Allemagne) :
  -  Médaille de bronze en moins de 81 kg (poids mi-moyens).

- Championnats du monde 2003 à Osaka (Japon) :
  -  Médaille d'argent en moins de 81 kg (poids mi-moyens).

### Championnats d'Europe
| Catégorie / Année              | 2000 | 2003 | 2005 | 2007 |
| ------------------------------ | ---- | ---- | ---- | ---- |
| Moins de 81 kg Poids mi-moyens | 1er  | 1er  | 3e   | 3e   |

### Divers
- Principaux tournois :
  - 1 podium au Tournoi de Paris (3e en 1999).
  - 1 podium au Tournoi de Hambourg (2e en 2008).
  - 2 podiums au Tournoi de Moscou (1er en 2003 et 2006).

- Championnats de Suisse élite :
  - 1993 (-65 kg) 3e place
  - 1994 (-65 kg) Champion de Suisse
  - 1995 (-71 kg) Champion de Suisse
  - 1996 (-78 kg) Champion de Suisse
  - 1997 (-86 kg) Champion de Suisse
  - 2000 (-81 kg) Champion de Suisse
  - 2003 (-90 kg) Champion de Suisse

- Championnats de Suisse juniors :
  - 1993 (-65 kg) Champion de Suisse
  - 1994 (-65 kg) 3e place
  - 1995 (-71 kg) Champion de Suisse

## Publication
- Sergei Aschwanden et Bernard Wirz, Se construire par l'échec, Genève, Slatkine, 2 octobre 2023, 224 p. (ISBN 9782832112571)